# Fotoperiodizmus
Az élőlényeknek azt a tulajdonságát, hogy a nappal, illetve az éjszaka viszonylagos hosszúságára élettani reakciót mutatnak, fotoperiodizmusnak, fotoperiodicitásnak vagy fényszakaszosságnak nevezzük. Növényekben és állatokban is előfordul.

## Növények
A növényeknél a fotoperiodizmus leggyakrabban azt jelenti, hogy a virágok akkor fejlődnek csak ki, ha a növényt a bimbóképződés előtt meghatározott időtartamú nappali megvilágítás (fotoperiódus) érte.
Sok zárvatermő növény tartalmaz a látható fény tartományában működő fotoreceptor fehérjét (a vörös fényre érzékeny fitokrómot vagy a kékre érzékeny kriptokrómot), amivel a nappalok hosszúságában beálló időszaki változásokat érzékelik, hogy időben indítsák meg a virágzást.
Fotoperiodizmus szempontjából a növényeknél három fő reakciótípus különböztethető meg: hosszú nappalos növények, rövid nappalos növények és fotoperiodikusan semleges növények.
A hosszú nappalos növények akkor hoznak virágot, amikor a nappali megvilágítás időtartama egy kritikus értéknél nagyobb (másképpen, az éjszaka egy kritikus hosszúságnál rövidebb). Ezek a növények általában késő tavasszal vagy kora nyáron virágoznak, amikor a napok kezdenek hosszabbodni.
A rövid nappalos növények virágzását az indítja meg, amikor a nappali megvilágítás időtartama egy kritikus értéknél rövidebb (tehát az éjszaka egy kritikus hosszúságnál hosszabb). Ezek a növények tipikusan ősszel virágoznak, amikor a napok rövidülnek.
Valójában az éjszakák hossza az, ami szabályozza a virágzást, és nem a nappaloké, tehát a hosszú nappalos növények virágzását a rövid éjszakák, a rövid nappalos növényekét pedig a hosszú éjszakák váltják ki. Ezt kísérleti úton állapították meg: rövid nappalos növényeket éjszaka megvilágítva mesterséges, pl. 5 perces fényimpulzusokkal, megakadályozható a bimbóképződés. Ez általában nem történik meg, ha a növényt csak természetes fényforrások (holdfény, villám fénye, szentjánosbogarak stb.) érik, mivel ezek fénye nem elég erős, vagy nem elég hosszan tartó a válaszreakció kiváltásához.
A fotoperiodikusan semleges növények virágzását nem a fotoperiodizmus szabályozza, tehát bimbót hajthatnak az éjszakák hosszától függetlenül; egyes növények ehelyett hőmérsékleti szabályozást (vernalizáció) alkalmazhatnak. 
Egyes rövid, illetve hosszú nappalos növényeknél pedig a fotoperiodizmus csak a virágok mennyiségét szabályozza; az optimális nappal-hosszúságkor nagy mennyiségű virágot hajtanak, de a szuboptimális időszakban is képesek virágozni. Ezekben a növényekben valószínűleg a hőmérsékleti szabályozás is szerepet játszhat.
A jelenleg elfogadott tudományos álláspont szerint a nappali megvilágítás során keletkező fitokróm vagy kriptokróm aktív formái és a cirkadián ritmus együttesen teszik lehetővé a növények számára az éjszaka hosszának meghatározását.
A fotoperiodizmus a növényekben néhány más folyamatot is szabályozhat, köztük a hajtások vagy gyökerek növekedését, vagy a levelek elvesztését egyes évszakokban.

## Állatok
Sok állat számára létfontosságú, hogy tisztában legyen a nappalok hosszával, így azzal, hogy az év melyik szakában járunk. Ez az információ fiziológiai és viselkedésbeli változásokat okozhat az állatban. A hőmérséklet-változással együtt a fotoperiódus kiválhatja a bunda vagy a tollazat színének megváltozását, elindíthat vándorlási folyamatot, megváltoztathatja a szexuális viselkedést és egyes állatoknál még a nemi szervek méretét is megváltoztathatja.
Az emlősállatokban a nappalok hosszúságát a szuprakiazmatikus mag (SCN) regisztrálja, ami a retinának a látásban szerepet nem játszó, ám fényérzékeny ganglionsejtjeiből nyeri az információt. Ezt az információt a retinohipotalamikus pálya (RHT) továbbítja.

## Fordítás
- Ez a szócikk részben vagy egészben a Photoperiodism című angol Wikipédia-szócikk ezen változatának fordításán alapul.  Az eredeti cikk szerkesztőit annak laptörténete sorolja fel. Ez a jelzés csupán a megfogalmazás eredetét és a szerzői jogokat jelzi, nem szolgál a cikkben szereplő információk forrásmegjelöléseként.